# São Pedro do Sul (Portugal)
São Pedro do Sul é uma cidade portuguesa do distrito de Viseu, situada na província da Beira Alta, região do Centro (Região das Beiras) e sub-região do Dão-Lafões, com cerca de 3 600 habitantes.
É sede do município de São Pedro do Sul com 348,95 km² de área e 16 851 habitantes (2011), subdividido em 14 freguesias. O município é limitado a nordeste pelo município de Castro Daire, a sueste por Viseu, a sul por Vouzela, a sul e oeste por Oliveira de Frades (porção norte), a oeste por Vale de Cambra e a noroeste por Arouca.

## História
O concelho foi criado em 1836 pela divisão do antigo concelho de Lafões, do qual era uma das duas sedes, juntamente com Vouzela.
Foi Senhor desta localidade nas terras do souto de Lourosa e da Quinta do Amaral, D. Afonso Ermigues do Amaral, nascido em 1245, como ficou provado nas inquirições do rei D. Afonso III.
A vila de São Pedro do Sul foi elevada a cidade em 12 de Junho de 2009.

## Freguesias
O município de São Pedro do Sul está subdividido em 14 freguesias:
| - Bordonhos - Carvalhais e Candal - Figueiredo de Alva - Manhouce - Pindelo dos Milagres - Pinho - Santa Cruz da Trapa e São Cristóvão de Lafões | - São Félix - São Martinho das Moitas e Covas do Rio - São Pedro do Sul, Várzea e Baiões - Serrazes - Sul - Valadares - Vila Maior |

## Património
- Castro da Cárcoda
- Solar dos Malafaias
- Convento de São Cristóvão de Lafões ou Real Mosteiro de São Cristóvão de Lafões ou Convento de São Cristóvão e Igreja de Lafões
- Palácio de Reriz
- Pedra Escrita

## Evolução da população do município
★ Os Recenseamentos Gerais da população portuguesa tiveram lugar a partir de 1864, regendo-se pelas orientações do Congresso Internacional de Estatística de Bruxelas de 1853. Encontram-se disponíveis para consulta no site do Instituto Nacional de Estatística (INE). 
Número de habitantes "residentes", ou seja, que tinham a residência oficial neste município à data em que os censos  se realizaram:
| Número de habitantes por grupo etário | Número de habitantes por grupo etário | Número de habitantes por grupo etário | Número de habitantes por grupo etário | Número de habitantes por grupo etário | Número de habitantes por grupo etário | Número de habitantes por grupo etário | Número de habitantes por grupo etário | Número de habitantes por grupo etário | Número de habitantes por grupo etário | Número de habitantes por grupo etário | Número de habitantes por grupo etário | Número de habitantes por grupo etário | Número de habitantes por grupo etário |
| ------------------------------------- | ------------------------------------- | ------------------------------------- | ------------------------------------- | ------------------------------------- | ------------------------------------- | ------------------------------------- | ------------------------------------- | ------------------------------------- | ------------------------------------- | ------------------------------------- | ------------------------------------- | ------------------------------------- | ------------------------------------- |
|                                       | 1900                                  | 1911                                  | 1920                                  | 1930                                  | 1940                                  | 1950                                  | 1960                                  | 1970                                  | 1981                                  | 1991                                  | 2001                                  | 2011                                  | 2021                                  |
| 0-14 Anos                             | 7 339                                 | 7 859                                 | 7 370                                 | 7 745                                 | 7 944                                 | 7 850                                 | 7 522                                 | 5 800                                 | 5 372                                 | 3 998                                 | 2 872                                 | 2 145                                 | 1 489                                 |
| 15-24 Anos                            | 3 528                                 | 3 731                                 | 3 934                                 | 4 000                                 | 3 943                                 | 4 180                                 | 3 618                                 | 2 700                                 | 3 166                                 | 2 934                                 | 2 649                                 | 1 795                                 | 1 514                                 |
| 25-64 Anos                            | 9 326                                 | 9 249                                 | 9 154                                 | 9 987                                 | 9 750                                 | 10 862                                | 10 617                                | 8 915                                 | 9 295                                 | 9 056                                 | 9 165                                 | 8 463                                 | 7 167                                 |
| = ou > 65 Anos                        | 1 252                                 | 1 392                                 | 1 401                                 | 1 625                                 | 1 891                                 | 2 113                                 | 2 516                                 | 2 720                                 | 3 387                                 | 3 997                                 | 4 397                                 | 4 448                                 | 4 967                                 |

(Obs: De 1900 a 1950 os dados referem-se à população "de facto", ou seja, que estava presente no município à data em que os censos se realizaram. Daí que se registem algumas diferenças relativamente à designada população residente)

## Política

### Eleições autárquicas[6]
| Data | %      | V      | %       | V       | %     | V     | %            | V            | %              | V   | %              | V  | %  | V  | Participação |                |
| Data | CDS-PP | CDS-PP | PPD/PSD | PPD/PSD | PS    | PS    | FEPU/APU/CDU | FEPU/APU/CDU | GCE            | GCE | BE             | BE | CH | CH | Participação |                |
| ---- | ------ | ------ | ------- | ------- | ----- | ----- | ------------ | ------------ | -------------- | --- | -------------- | -- | -- | -- | ------------ | -------------- |
| Data | 1976   | 33,18  | 3       | 30,92   | 3     | 20,33 | 1            | 8,91         | -              |     |                |    |    |    |              | 61,01 / 100,00 |
| 1979 | 18,43  | 1      | 45,81   | 4       | 20,39 | 1     | 11,82        | 1            | 71,19 / 100,00 |     |                |    |    |    |              |                |
| 1982 | 18,57  | 1      | 44,44   | 4       | 23,56 | 2     | 9,55         | -            | 70,59 / 100,00 |     |                |    |    |    |              |                |
| 1985 | 12,74  | 1      | 46,84   | 3       | 24,04 | 2     | 12,76        | 1            | 63,93 / 100,00 |     |                |    |    |    |              |                |
| 1989 | 7,07   | -      | 39,27   | 3       | 46,09 | 4     | 3,53         | -            | 63,59 / 100,00 |     |                |    |    |    |              |                |
| 1993 | 4,49   | -      | 43,37   | 3       | 44,82 | 4     | 3,39         | -            | 68,30 / 100,00 |     |                |    |    |    |              |                |
| 1997 | 1,93   | -      | 45,44   | 3       | 46,14 | 4     | 3,44         | -            | 68,95 / 100,00 |     |                |    |    |    |              |                |
| 2001 | 1,84   | -      | 59,76   | 5       | 25,03 | 2     | 1,45         | -            | 8,44           | -   | 70,26 / 100,00 |    |    |    |              |                |
| 2005 | 1,19   | -      | 60,97   | 5       | 32,04 | 2     | 1,97         | -            |                |     | 68,60 / 100,00 |    |    |    |              |                |
| 2009 |        |        | 58,56   | 5       | 26,55 | 2     | 1,77         | -            | 8,92           | -   | 65,33 / 100,00 |    |    |    |              |                |
| 2013 | 37,71  | 3      | 49,79   | 4       | 0,74  | -     | 6,63         | -            | 1,32           | -   | 64,28 / 100,00 |    |    |    |              |                |
| 2017 | 33,05  | 2      | 61,01   | 5       | 2,42  | -     |              |              |                |     | 65,07 / 100,00 |    |    |    |              |                |
| 2021 | 32,36  | 2      | 59,61   | 5       | 1,77  | -     | 2,50         | -            | 67,27 / 100,00 |     |                |    |    |    |              |                |

### Eleições legislativas
| Data | %     | %     | %     | %     | %     | %     | %        | %     | %    | %     | %    | %   | %       | % | %  | %  |  |
| Data | PSD   | PS    | CDS   | PCP   | UDP   | AD    | APU/ CDU | FRS   | PRD  | PSN   | BE   | PAN | PSD CDS | L | CH | IL |  |
| ---- | ----- | ----- | ----- | ----- | ----- | ----- | -------- | ----- | ---- | ----- | ---- | --- | ------- | - | -- | -- |  |
| Data | 1976  | 37,82 | 28,02 | 19,47 | 3,24  | 0,76  |          |       |      |       |      |     |         |   |    |    |  |
| 1979 | AD    | 21,68 | AD    | APU   | 1,18  | 59,83 | 8,78     |       |      |       |      |     |         |   |    |    |  |
| 1980 | AD    | FRS   | AD    | APU   | 0,49  | 60,82 | 7,78     | 23,49 |      |       |      |     |         |   |    |    |  |
| 1983 | 37,40 | 32,44 | 15,27 | APU   | 0,47  |       | 7,46     |       |      |       |      |     |         |   |    |    |  |
| 1985 | 33,46 | 20,47 | 17,05 | APU   | 0,62  | 7,48  | 14,15    |       |      |       |      |     |         |   |    |    |  |
| 1987 | 55,72 | 21,76 | 7,31  | CDU   | 0,34  | 4,47  | 2,88     |       |      |       |      |     |         |   |    |    |  |
| 1991 | 60,02 | 25,98 | 4,79  | CDU   |       | 3,10  | 0,43     | 1,31  |      |       |      |     |         |   |    |    |  |
| 1995 | 41,73 | 42,84 | 7,90  | CDU   | 0,33  | 2,82  |          | 0,26  |      |       |      |     |         |   |    |    |  |
| 1999 | 40,17 | 42,69 | 8,27  | CDU   |       | 3,88  | 0,32     | 0,86  |      |       |      |     |         |   |    |    |  |
| 2002 | 49,20 | 34,89 | 8,58  | CDU   | 2,47  |       | 1,35     |       |      |       |      |     |         |   |    |    |  |
| 2005 | 35,89 | 45,33 | 6,58  | CDU   | 3,35  | 3,43  |          |       |      |       |      |     |         |   |    |    |  |
| 2009 | 36,02 | 37,85 | 9,74  | CDU   | 3,64  | 6,90  |          |       |      |       |      |     |         |   |    |    |  |
| 2011 | 43,91 | 29,59 | 10,33 | CDU   | 3,78  | 3,90  | 0,56     |       |      |       |      |     |         |   |    |    |  |
| 2015 | CDS   | 33,90 | PSD   | CDU   | 4,01  | 7,97  | 0,51     | 44,34 | 0,60 |       |      |     |         |   |    |    |  |
| 2019 | 32,48 | 40,66 | 4,64  | CDU   | 2,67  | 7,38  | 1,95     |       | 0,40 | 0,62  | 0,53 |     |         |   |    |    |  |
| 2022 | 34,62 | 44,91 | 1,63  | CDU   | 1,96  | 2,71  | 0,75     | 0,63  | 6,84 | 2,24  |      |     |         |   |    |    |  |
| 2024 | AD    | 30,51 | AD    | CDU   | 33,62 | 1,62  | 2,64     | 1,15  | 1,48 | 19,57 | 2,49 |     |         |   |    |    |  |